# Pyxillaceae
Famille
Les Pyxillaceae sont une famille d'algues de l'embranchement des Bacillariophyta (Diatomées), de la classe des Coscinodiscophyceae et de l’ordre des Rhizosoleniales.

## Étymologie
Le nom de la famille vient du genre type Pyxilla, dérivé du grec πυξις / pyxis, boite, et -ill qui peut signifier rouler, tordue, en référence à la forme de la diatomée.

## Description
Le genre type Pyxilla présente des « frustules libres, oblongues, bivalves transversalement, en forme de boîte,  finement ponctuée ; chaque valve, se terminant par un court et fin spicule (pièce pointue en forme d'aiguille.) ».

## Distribution
Le genre type Pyxilla est une diatomée rare, découverte dans des sédiments de la Barbade (Caraïbes).

## Liste des genres
Selon AlgaeBase (24 juillet 2022) :
- Pyxilla Greville, 1865
- Rhizosolenia Ehrenberg, 1843

## Systématique
Le nom correct complet (avec auteur) de ce taxon est Pyxillaceae (Schütt) Simonsen, 1972.